# Pseudoneureclipsis deasyria
Pseudoneureclipsis deasyria is een schietmot uit de
familie Dipseudopsidae. De soort komt voor in het Oriëntaals gebied.